# Azatrephes infenestrata
Azatrephes infenestrata är en fjärilsart som beskrevs av Adalbert Seitz 1922. Azatrephes infenestrata ingår i släktet Azatrephes och familjen björnspinnare. Inga underarter finns listade i Catalogue of Life.